# The Mary Tyler Moore Show
The Mary Tyler Moore Show és una sèrie de televisió estatunidenca, protagonitzada per Mary Tyler Moore.

## Argument

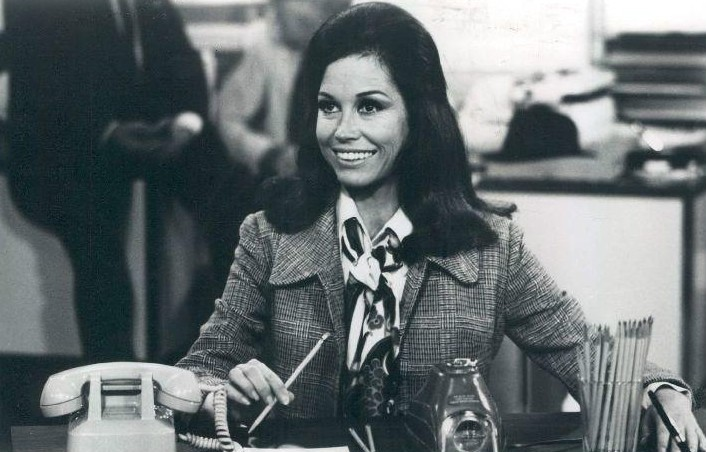
Mary Tyler Moore en una escena de la sèrie (1977

Mary Richards (Mary Tyler Moore) és una dona soltera que, als 30 anys, es trasllada a Minneapolis després de la ruptura d'un compromís amb qui va ser el seu promès durant dos anys. Sol·licita un treball de secretària en l'emissora WJM de televisió, però li ofereixen el càrrec de productor associat de l'emissora en el programa de notícies a les sis.
Allí, es fa amiga del seu cap, el dur però amable Lou Grant (Edward Asner), del redactor de notícies Murray Slaughter (Gavin MacLeod), i del presentador Ted Baxter (Ted Knight).
Mary lloga un apartament en la planta tercera d'estudi en una casa victoriana a la seva veïna Phyllis Lindstrom (Cloris Leachman), i es converteix en la millor amiga de la veïna de dalt Rhoda Morgenstern (Valerie Harper). Personatges que arriben més endavant en la sèrie inclouen a la devoradora d'homes i presentadora, enamorada de Lou, Sue Ann Nivens (Betty White) i a la xicota de Ted Georgette Franklin (Geòrgia Engel).
Al començament de la sisena temporada, després que Rhoda i Phyllis deixen la sèrie, Mary es trasllada a un nou apartament.
En la tercera temporada, qüestions com la igualtat de remuneració per a les dones, les relacions prematrimonials i l'homosexualitat, s'aborden en les trames. En la quarta temporada, temes com la infidelitat conjugal i el divorci s'exploren amb Phyllis i Lou, respectivament. En la cinquena temporada, Mary es nega a revelar una font de notícies i és empresonada per desacatament al tribunal. Mentre estava a la presó, es fa amiga d'una prostituta que busca l'ajuda de Mary en un episodi posterior. En les últimes temporades, la sèrie explora a través del personatge de Ted els problemes maritals, l'adopció i la infertilitat i Mary supera una addicció als somnífers.

## Spin-offs, especials i reunions
El xou va originar tres sèries de televisió: les comèdies d'embullo Rhoda (1974-1978) i Phyllis (1975-1977), i el drama d'una hora Lou Grant (1977-1982). En 2000, Moore i Harper van repetir el seu paper en una pel·lícula per a televisió de dues hores de l'ABC: Mary & Rhoda.
La CBS va produir dos especials retrospectius: Mary Tyler Moore: The 20th Anniversary Show (1991) i The Mary Tyler Moore Reunion (2002). El 19 de maig de 2008, els membres de l'elenc es van reunir de nou a El xou d'Oprah Winfrey.

## Personatges
- Mary Richards (Mary Tyler Moore).
- Lou Grant (Edward Asner).
- Murray Slaughter (Gavin MacLeod).
- Ted Baxter (Ted Knight).

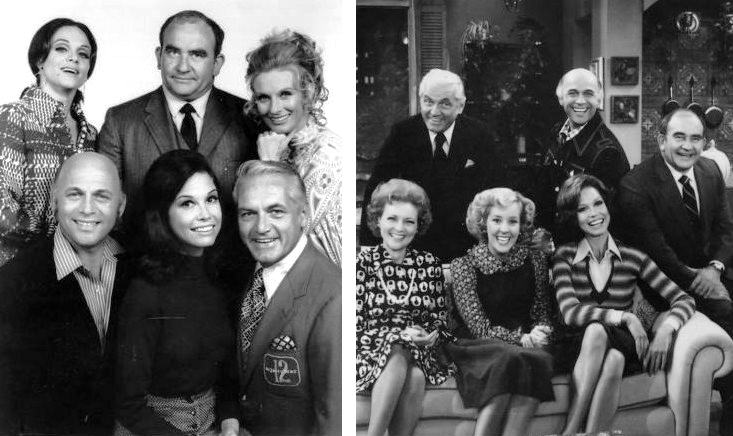
L'elenc de la sèrie en la primera i en la última temporada

- Rhoda Morgenstern (Valerie Harper) (1970–74).
- Phyllis Lindstrom (Cloris Leachman) (1970–75).
- Georgette Franklin Georgia Engel (1972–77).
- Sue Ann Nivens (Betty White) (1973–77).

## Premis

### Premis Emmy
A més de nombroses nominacions, The Mary Tyler Moore Show'' va guanyar 29 premis Emmy. Va ser un rècord absolut fins que Frasier va aconseguir el seu premi número 30 en 2002.
- Millor sèrie de comèdia [3] - (1975,76,77)
- Millor Actriu Protagonista en una Sèrie de Comèdia [3] - Mary Tyler Moore (73, 74,76)
- Actriu de l'Any: Sèries [1] - Mary Tyler Moore (74)
- Millor Actor de Repartiment en una Sèrie de Comèdia [5] - Ed Asner (71, 72,75), Ted Knight (73, 76)
- Millor Actriu de Repartiment en una Sèrie de Comèdia [6] - Valerie Harper (71, 72,73), Cloris Leachman (74), Betty White (75, 76)
- Reconeixement Individual per una actriu de repartiment en una sèrie de comèdia o drama [1] - Cloris Leachman (75)
- Millor Guió d'una Sèrie de Comèdia [5] - James L. Brooks, Allan Burns, (1971), Silverman Treva (1974), Weinberger Ed, Stan Daniels (1975), David Lloyd (1976), Burns Allan, James L. Brooks, Weinberger Ed, Stan Daniels, David Lloyd, Ellison, Bob (1977)
- Guionista de l'Any: Sèrie de TV [1] - Silverman Treva (74)
- Millor Direcció en Sèrie de Comèdia [2] - Jay Sandrich (1971), Jay Sandrich (1973)
- Millor Muntatge [2] - Hines, Douglas (75, 77)

### Globus d'Or
- 1971: Mary Tyler Moore, Millor Actriu Comèdia
- 1972: Edward Asner, Millor Actor de Repartiment / Comèdia
- 1976: Edward Asner, Millor Actor de Repartiment / Comèdia (ex aequo amb Tim Conway)